# Gafas 3D

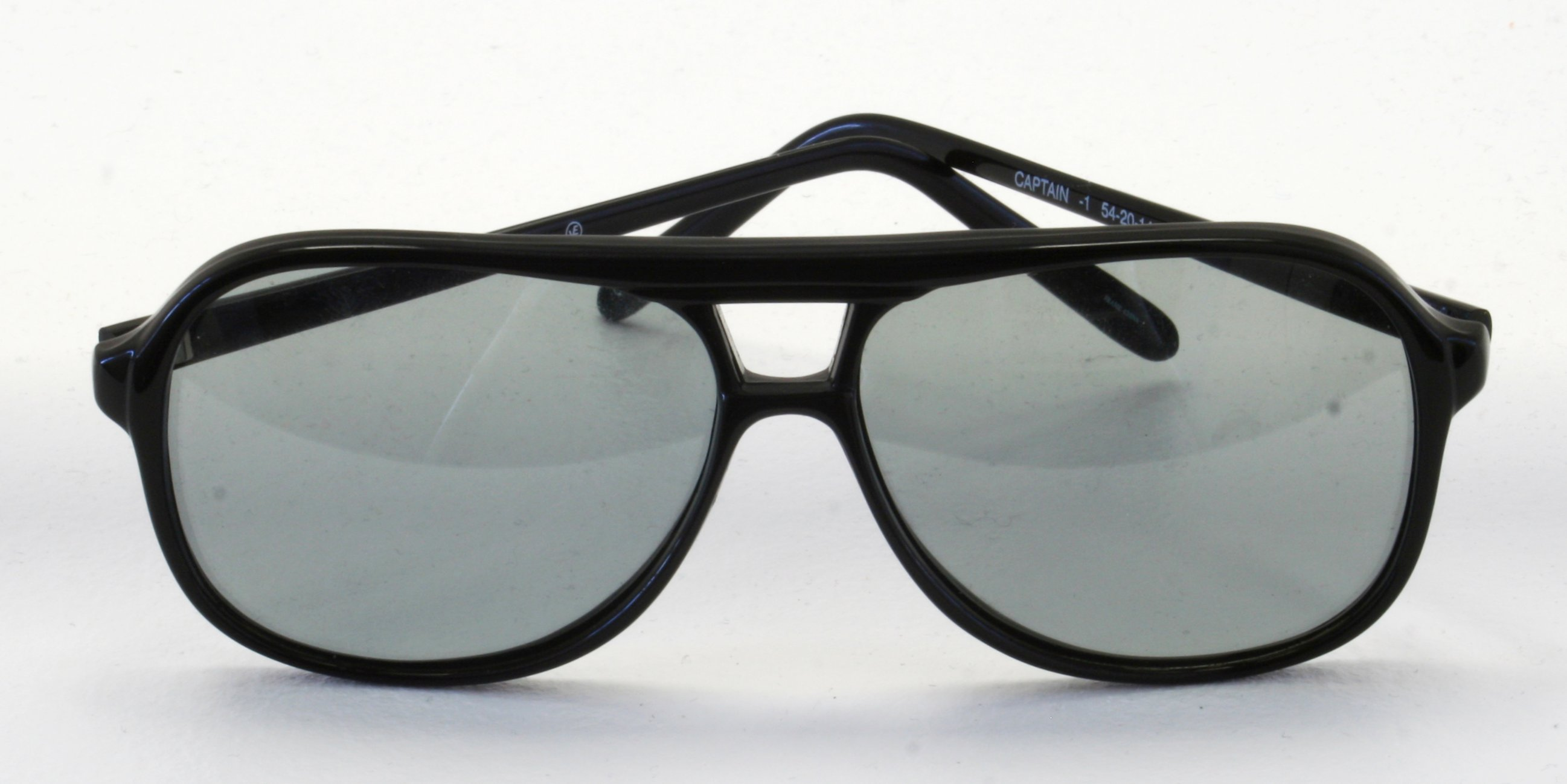
Gafas polarizadas.

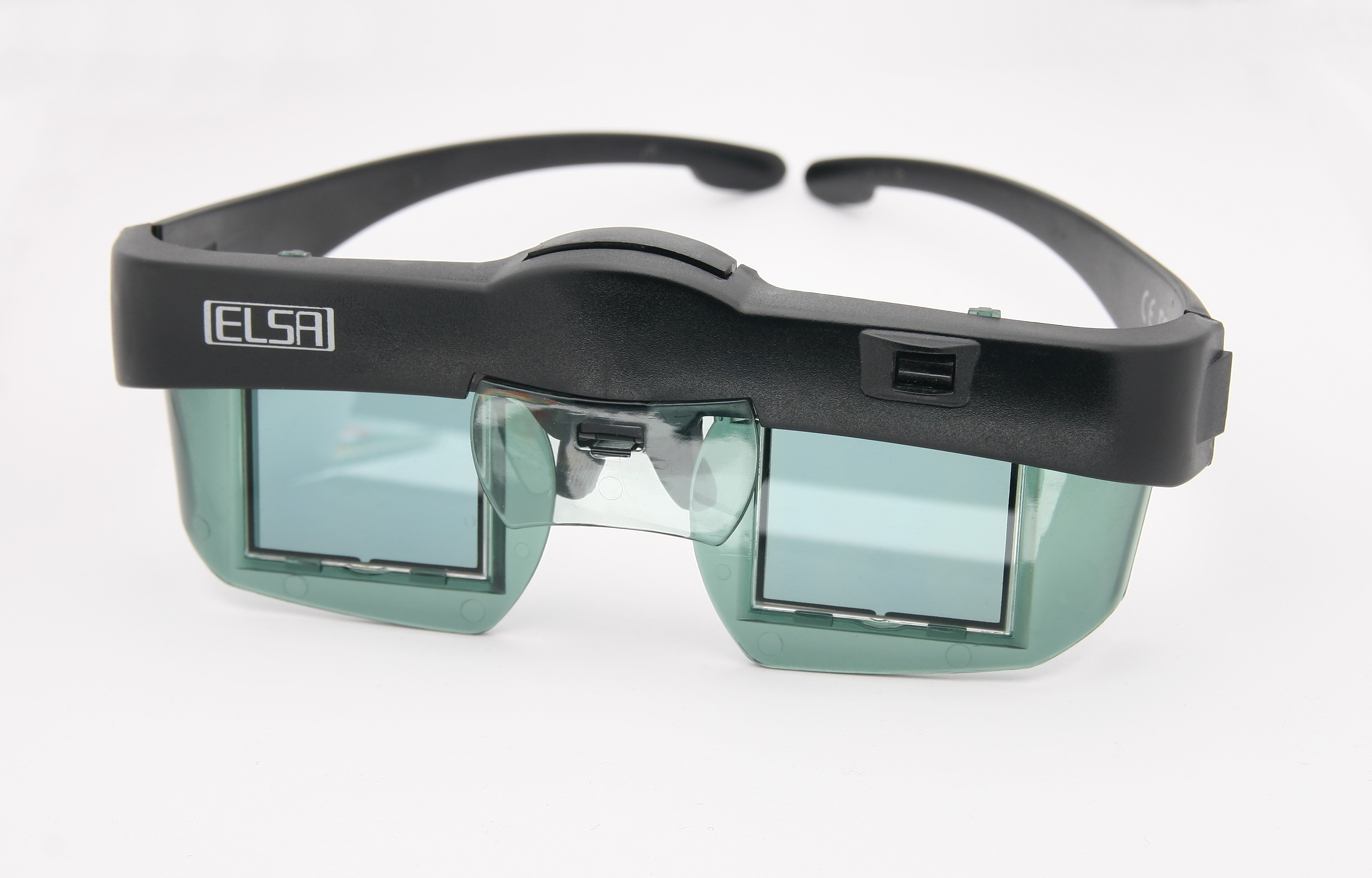
Gafas LCD.

Las gafas 3D son un tipo de gafas que permiten ver en  tres dimensiones ciertas imágenes que en la pantalla son  bidimensionales. Independientemente del tipo de gafa que sea, el efecto 3D se consigue engañando a la vista, consiguiendo que cada uno de los ojos vea algo diferente (que en este caso sí que dependerá del tipo de gafa 3D usada). A pesar de que cada ojo ve una imagen diferente, el cerebro recibe ambas, recomponiendo la imagen como si fuese una sola y dando esa sensación de profundidad, la sensación de tres dimensiones.

Actualmente, el sistema auto-estereoscópico ha hecho que las gafas 3D no sean imprescindibles para lograr ver una proyección en 3D. Aun así, sí que lo serán si se trata de un sistema de proyección 3D estereoscópico.

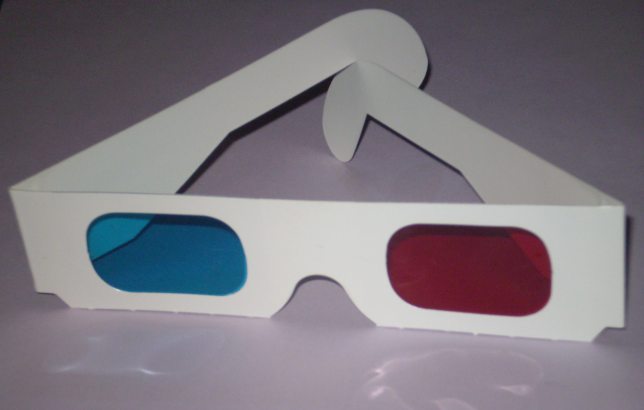
Gafas anaglíficas.

## Historia
Las primeras gafas 3D que se inventaron fueron las anaglíficas (o gafas anáglifo). Estas gafas usaban dos colores, el rojo y el azul (o el rojo y el verde). Los colores, en realidad, no tienen importancia, ya que lo primordial es que simplemente sean completamente opuestos en la rueda cromática, con tal de conseguir filtrar las imágenes y crear el 3D. Desde 1972, cuando las gafas anaglíficas surgieron, las gafas 3D han ido evolucionando, hasta llegar a distinguir dos categorías, más adelante explicadas: las gafas activas y las gafas pasivas. 

## Funcionamiento
Al mirar la pantalla sin las gafas 3D, podemos ver dos imágenes desincronizadas, con colores azul y rojo o una escala de grises desfasada. Es al ponerse las gafas cuando se consigue ver una sola imagen en tres dimensiones. Actualmente, las técnicas han evolucionado mucho, permitiendo conseguir resultados más reales en las proyecciones en cine como el digital 3D. 
Para conseguir ver correctamente en tres dimensiones en una pantalla bidimensional hay que tener en cuenta dos cosas: el tipo de proyección y el tipo de gafas 3D que permita ver correctamente la proyección.
Los lentes 3D principalmente se utilizan en la reproducción de contenido estereoscópico. Diferenciamos dos tipos diferentes de gafas que nos permiten el visionado de películas en digital 3D: las gafas activas y las pasivas. La principal diferencia se debe a la sala de proyección. Si en la proyección no se realiza ningún filtrado de las imágenes, se necesitará unas gafas activas que permitan el filtrado de las imágenes para cada ojo.

## Gafas estereoscópicas pasivas
Las gafas pasivas son los sistemas más antiguos de gafas 3D. Mediante un cristal con diferente polarización para cada lado, se encargarán de que cada ojo solo vea la imagen que le corresponde, filtrando así las imágenes proyectadas en la pantalla hacia el ojo izquierdo y el derecho al mismo tiempo. Las gafas hacen que un ojo vea las líneas pares y el otro las impares, y luego el cerebro crea la sensación de tridimensionalidad al juntar ambas informaciones.
A diferencia de las gafas activas, las gafas pasivas no requieren de una fuente de energía o baterías para poder ver el contenido en 3D, ya que no realizan ningún tipo de acción mecánica. No requieren, por tanto, de sistemas electrónicos.
La ventaja de los sistemas pasivos respecto a los sistemas activos reside en las propias gafas, que son baratas, no requieren alimentación y no necesitan sincronización con la pantalla. Entre las desventajas están la disminución de la resolución vertical a la mitad, y que la eficiencia de transmisión es más pobre, por lo que la imagen emitida es más oscura que la original.
Actualmente existen distintos tipos de gafas 3D de tipo pasivas, entre los cuales destacan las anaglíficas y las polarizadas:

### Gafas anaglíficas
Las gafas anaglíficas fueron los primeros dispositivos inventados para el visionado de imágenes estereoscópicas. Son unas gafas que utilizan filtros de colores para separar las dos imágenes. Normalmente se sitúa un filtro rojo en la lente del ojo izquierdo, y el azul en la lente derecha. El ojo cubierto por el filtro rojo ve las partes rojas de la imagen como “blanco”, y las azules como “negro”, y el ojo cubierto por el filtro azul percibe el efecto opuesto, mientras que las partes realmente blancas o negras se ven igual por los dos ojos.
Aparte de los filtros rojo-azul, existen otras cuatro combinaciones posibles de colores para anáglifos puros: rojo-verde, rojo-cian, verde-magenta y azul-amarillo. Esto se debe a que las gafas anaglíficas funcionan bajo el principio de tricromatricidad, es decir, los tres colores primarios. En el caso de los colores claros emparejados con oscuros (por ejemplo rojo-cian o amarillo-azul) el color claro podría necesitar ser oscurecido, con tal de permitir que ambos ojos trabajen al mismo tiempo, impidiendo el efecto Pulfrich.
El uso de estas gafas presenta un problema de alteración de los colores, pérdida de luminosidad y cansancio visual si se realiza un uso prolongado de estas.
Para poder conseguir ver en tres dimensiones, es necesario que las imágenes proyectadas tengan los mismos colores que los de las gafas usadas, cosa que limita la gama de colores que se pueden emplear en la proyección. 

### Gafas polarizadas
Las gafas polarizadas son una evolución de las anaglíficas y, por tanto, presentan una tecnología más avanzada que la de esta. Usan unas lentes que filtran ondas de luz y las proyectan a ciertos ángulos. Las gafas pasivas polarizadas tienen los ejes de polarización ortogonales (90° de diferencia), del mismo modo que la pantalla, que polariza las imágenes izquierda y derecha con ejes de dirección también ortogonales, y es que cada lente solo permite pasar la luz que es polarizada de una forma compatible.
En la imagen derecha, la luz está polarizada en un eje paralelo al eje de la lente del ojo derecho, por lo que este ojo ve la imagen en la pantalla. Como el eje es ortogonal respecto al polarizador de la lente del ojo izquierdo, este no ve la imagen.
El sistema pasivo utiliza la técnica de micropolarización, en la cual ambas imágenes se muestran al mismo tiempo en una base de alternancia línea a línea, es decir, una imagen polarizada en las líneas pares de la pantalla, y la otra en las impares. El proyector debe tener lentes polarizadas, y la pantalla sobre la que se proyecte debe estar construida de tal manera que no altere o elimine la polarización de la luz.
Las gafas polarizadas se están imponiendo ante las anaglíficas debido a que tienen una mayor fidelidad al color real y una mejor experiencia de tridimensionalidad

#### Comparativa entre las características de las gafas anaglíficas y las polarizadas
| Gafas 3D    | Calidad de imagen      | Ergonomía | Tipo de gafas                 | Costo    |
| ----------- | ---------------------- | --------- | ----------------------------- | -------- |
| Anaglíficas | Pérdida de color       | Regular   | Gafas de separación cromática | Barato   |
| Polarizadas | Pérdida de luminosidad | Buena     | Gafas de lentes polarizadas   | Moderado |

## Gafas estereoscópicas activas
El funcionamiento de las gafas activas consta en evitar que el ojo derecho vea las imágenes para el izquierdo y viceversa, ya que la pantalla, en esta ocasión, nos muestra fotogramas tanto para el ojo izquierdo como para el derecho. Requieren de un sensor infrarrojo, el cual es el responsable de dar la orden o bien de hacer llegar o bien de bloquear la imagen correspondiente en cada momento. En coordinación perfecta con esto, las lentes en las gafas de obturador activo LCD cambian de opacas a transparentes. Para capturar la experiencia 3D, cuando aparece la imagen izquierda en el vídeo 3D en la pantalla, el lente izquierdo es transparente y el derecho opaco. A medida que la pantalla cambia a la imagen derecha, el lente izquierdo se vuelve opaco y el lente derecho cambia a transparente. Todo este proceso se realiza a una velocidad muy elevada, tanto que nuestro cerebro es incapaz de notar el cambio, creando así una sola imagen y el efecto tridimensional.
La gafas activas llevan cristales LCD y circuitería, una batería y el sensor infrarrojo, lo que las hace, por tanto, más pesadas y más caras que las gafas pasivas. Tienen, además, el inconveniente de que reducen la intensidad de la luz que percibe el usuario.
Se denominan activas, por tanto, porque son ellas mismas las que se ocupan de obturar y desobturar a la misma frecuencia que la emisión de fotogramas, ya que el proyector emite las imágenes sin ningún tipo de filtrado.

## Pros y contras del 3D estereoscópico activo y pasivo
|         | Activo                                                                         | Pasivo                                                                                        |
| Pros    | - Calidad de imagen Full HD                                                    | - Imagen más luminosa - Son más baratas - No necesitan recarga de batería                     |
| Contras | - Se ve desde una posición fija - Necesitan recarga de batería - Son más caras | - Menos resolución (4K: 1080 líneas 2K: 540 líneas) - Líneas ligeramente visibles en pantalla |